# Distrikt Lancones
Der Distrikt Lancones liegt in der Provinz Sullana der Region Piura in Nordwest-Peru. Der Distrikt wurde am 3. Dezember 1917 gegründet. Er hat eine Fläche von 2189,35 km². Beim Zensus 2017 lebten 12.119 Einwohner im Distrikt. Im Jahr 1993 betrug die Einwohnerzahl 12.608, im Jahr 2007 13.119. Verwaltungssitz ist die 120 m hoch gelegene Ortschaft Lancones mit 515 Einwohnern (Stand 2017). Mit der Errichtung der Talsperre Poechos musste der Distrikthauptort im Januar 1976 in die Pampas de Zapallal verlegt werden und liegt dort innerhalb des Nachbardistrikts Querecotillo. Lancones liegt westlich des Poechos-Stausees, 32 km nordnordöstlich der Provinzhauptstadt Sullana. Die Landschaft wird im Südwesten des Distrikts von Wüsten- und Halbwüstenvegetation dominiert. Im Norden erheben sich mehrere Höhenrücken.

## Geographische Lage
Der Distrikt Lancones liegt im Nordosten der Provinz Sullana. Er hat eine Längsausdehnung in Nord-Süd-Richtung von etwa 60 km sowie eine maximale Breite von etwa 50 km. Der Río Chira durchquert den Distrikt in südsüdwestlicher Richtung. Der Poechos-Stausee liegt im Süden des Distrikts.
Der Distrikt Lancones grenzt im Norden an Ecuador. Im Westen grenzt der Distrikt an die Nachbardistrikte Suyo (Provinz Ayabaca) und Las Lomas (Provinz Piura), im Süden an die Distrikte Sullana und Querecotillo, im Westen an den Distrikt Marcavelica sowie im Nordwesten an die Distrikte Casitas (Provinz Contralmirante Villar) und San Jacinto (Provinz Tumbes).

## Ortschaften (centros poblados)
Im Distrikt gibt es neben dem Hauptort Lancones noch folgende Ortschaften (caserios):
- Alamor
- Bejucal
- Casas Quemadas
- Chapangos
- El Cereso
- El Chailo
- Encuentros de Pilares
- Jaguay Negro
- La Providencia
- La Ramadita
- Leones
- Murciélagos
- Ojo de Agua
- Orquetas
- Peña Blanca
- Pilares
- Quebrada Seca